# Paolo Topic
Die Paolo Topic ist ein Massengutfrachter unter der Flagge der Marshallinseln mit rund 60.000 tdw Tragfähigkeit. Das Besondere an diesem Bulker ist, dass die bordseitige Stromerzeugung neben den üblichen Hilfsdieselgeneratoren zusätzlich von einer Solaranlage erfolgt.
Das Schiff wurde unter der Baunummer 713 auf der Werft Onomichi Dockyard in Onomichi, Japan, gebaut. Der Stapellauf erfolgte am 8. Februar, die Fertigstellung am 13. Mai 2016. Das Schiff wird von Marfin Management S.A.M. betrieben.
Der Vertrag zum Einbau einer Solaranlage auf den Lukendeckeln des Massengutschiffes wurde am 8. Juli 2019 geschlossen. Mit der Planung waren die Firma Solbian (Italien) und das italienische Unternehmen TGE S.r.l beauftragt. Der Einbau erfolgte auf der Bauwerft des Schiffes in Japan.
Die Schwierigkeit bestand in der Integration der Solarmodule in die Schiffsstruktur, in diesem Fall auf den für den Be- und Entladevorgang beweglichen Lukendeckeln. Der Gleichstrom der Solaranlage wird über Stromrichter als Wechselstrom in das Bordnetz eingespeist, zur Pufferung wurde ein Akkumulator vorgesehen.
Neben der Kraftstoffeinsparung werden weitere Vorteile durch die geringeren Wartungs- und Ersatzteilkosten der drei Hilfsdiesel erwartet.

## Technische Daten und Ausstattung
Das Schiff wird von einem Sechszylinder-Zweitakt-Dieselmotor des Herstellers MAN B&W (Typ: 6S50ME-B9.3), der in Japan von Mitsui gebaut wurde, angetrieben. Der Motor mit 9000 kW Leistung wirkt auf einen Festpropeller. Für die Stromerzeugung stehen drei Daihatsu-Dieselgeneratoren mit 650 kVA Scheinleistung sowie die Solaranlagen auf den Lukendeckeln zur Verfügung.
Das Schiff verfügt über fünf Laderäume. Die Ladeluken der Räume sind jeweils 21,00 m lang und 18,50 m breit. Die Räume selber sind 30,63 m lang und am Lukensüll 32,26 m sowie auf der Tankdecke 23,98 m breit. Laderaum 1 und 5 verjüngen sich nach vorne bzw. hinten. Die Kapazität der Räume beträgt insgesamt rund 76554 m³ bei Schüttgütern und rund 73677 m³ bei Stückgütern. Die Tankdecke der Laderäume 1, 3 und 5 kann mit 22 t/m², die der Laderäume 2 und 4 mit 15 t/m² belastet werden. Die Laderäume werden mit Faltlukendeckeln verschlossen. Das Schiff ist mit vier MHI-Kranen ausgerüstet, die jeweils 36 t heben können.
Deckshaus und Maschinenraum sind im hinteren Bereich des Schiffes angeordnet. Hinter dem Deckshaus befinden sich der Schornstein und ein Freifallrettungsboot.